# Euplecte à diadème
Euplectes diadematus
Espèce
Statut de conservation UICN

 LC  : Préoccupation mineure
L'Euplecte à diadème (Euplectes diadematus) est une espèce de passereaux d'Afrique tropicale appartenant à la famille des Ploceidae.